# جائزة ريتشارد بيلمان التراثية
جائزة ريتشارد بيلمان التراثية جائزة سنوية تم تأسيسها عام 1979 من قبل مجلس التحكم الآلي الأمريكي (AACC) تمنح للمتميزين في مجال الأتمتة والمساهمات سواءا النظرية أو التطبيقية وتعتبر أعلى تقدير لمهندسي وعلماء أنظمة التحكم في الولايات المتحدة. سميت الجائزة على اسم عالم الرياضيات التطبيقي ريتشارد بيلمان.
كانت الجائزة تسمى من قبل بجائزة التراث للأتمتة وكانت تعطى فقط للجانب لمهندسي التحكم فقط.

## الفائزين
لم تتوقف الجائزة منذ ظهورها بالشكل الجديد وحصل عليها كلا من:
- 1979: هيندريك وايد بود
- 1980: ناثانيال بي نيكولز
- 1981: تشارلز شتارك درابر
- 1982: ايرفينغ ليفكوويتز
- 1983: جون في بريكويل
- 1984: ريتشارد بيلمان
- 1985: هارولد شيستنت
- 1986: جون زابورزكي
- 1987: جون سي لوزير
- 1988: ولتر أر ايفانز
- 1989: روجر دبليو بروكيت
- 1990: أرثر برايسون الأصغر
- 1991: جون جي تروكسال
- 1992: روثرفورد آريس
- 1993: إليهاو جوري
- 1994: خوسيه بي كروز الابن.
- 1995: مايكل اثانز
- 1996: إلمر جيلبرت
- 1997: رودولف كالمان
- 1998: لطفي زادة
- 1999: يو تشو هو
- 2000: جورج هارمون راي
- 2001: أيه في بالاكريشنان
- 2002: بيتار في كوكوتوفيتش
- 2003: كومباتي ناريندا
- 2004: هارولد جيه كوشنر
- 2005: جين إف فرانكلين
- 2006: تامر باسار
- 2007: سانجوي ميتر
- 2008: برافين فاريا
- 2009: جورج ليتمان
- 2010: دراجوسلاف ساليك
- 2011: مانفريد موراري
- 2012: أرثر كرينر
- 2013: أيه ستيفن مورس[5][6]
- 2014: ديمتري بيرتسيكاس
- 2015: توماس إف إدغار
- 2016: جاسون سبير

## وصلات خارجية
- جائزة ريتشارد بيلمان التراثية نسخة محفوظة 1 أكتوبر 2018 على موقع واي باك مشين.
- الموقع الرسمي للاتحاد الدولي
- الموقع الرسمي لمجلس التحكم الآلي الأمريكي